# Главановци (област Перник)
 За другото българско село вижте Главановци (област Монтана).  
Главановци е село в Западна България. То се намира в община Трън, област Перник.

## География
Село Главановци се намира планински район в историко-географска област Краище. Разположено е амфитеатрално по склона на каменист хълм в най-тясната част на Знеполе (Трънската котловина). Главановци граничи със селата Насалевци, Милославци и Лешниковци. На север граничи с гористия хълм, а на юг с Ерма река, поради което обработваемата земя в землището на селото е ограничена.
Отначало център му е бил карстовият извор, но по-късно, когато селото се развива, той се пренася на главното шосе, сега Републикански път II-63, където са разположени кметството, пощата, училището, здравната станция състоящ се от лекарски кабинет и стоматологични - дентални кабинети, както местно звено на милицията и понастоящем полиция, както и мн. др. държавни учреждения. Така се образува Главановски Ан (Главановски хан).

## История
По предание първи заселници били фамилиите Буринови, а стари родове са: Копаранови, Рашени, Бойчови, Милошеви, Буринови, Цвейни, Маркови, Караджини и Зубини, на чиито имена са наречени и махалите.
Коренът на населеното място идва от глав  
В стари документи и османски регистри селото е записвано като: Главановци в 1454 г.; Гълавановча, Галаванофча в 1576 г.; Галавануфча в 1624 г.; Главановци в Номоканон от 1689 (зап. л. 9б, Опис I 204); Главановци в 1878 г. В съкратен регистър на Пиротския кадилък от 1530 година Главановче е отбелязано като село  в каза Изнебол (Знеполе) с 8 бащини.
През 1943 година селото на два пъти е нападано от комунистически партизани. Първото нападение е на 16 юни 1943 г., когато петима партизани от Трънския партизански отряд, водени от Славчо Трънски, съвместно с 10 югославски партизани завземат полицейския участък и унищожават мандрата в селото. Убит е кметът. При изтеглянето двама партизани са ранени с ловна пушка. Второто нападение е на 15 септември 1943 година. В него участват и 20 души югославски партизани. Нападнати са полицейските части, разположени в участъка и в училището, но след пристигане на полиция от Клисура и Стрезимировци партизаните отстъпват.
Междувременно, на 28 юли 1943 година комунистическите партизани Стефан Рангелов и Славчо Цветков убиват секретар-бирника на главановската община. 

## Културни и природни забележителности
Сред околните природни забележителности са вр. Щърби камик (1479 m) в планината Руй, планината Рудина и р. Ерма.

## Личности
- Незнаен гроб на убит 1944 г. от фашистите  - Трънски окръгНезнаен гроб на убит 1944 г. от фашистите
- Делчо Андонов Симов (Горшо), партизанин от Трънския партизански отряд, деец на БРП (к), офицер, генерал-лейтенант;

- Йона Петров Паунов (Йона Петров) – партизанин от Трънския партизански отряд, р. 1906 г., с. Главановци, Трънска околия, убит при схватка с полицията в село Туроковци на 25.08.1944 г. [15];
- Милтен Атанасов Милтенов (Мишо Атанасов) (1923 – 2011), партизанин от Трънския партизански отряд, началник на Народна милиция

в гр. Трън, строител.